# П'ятигірська сільська рада (Балаклійський район)
П'ятигі́рська сільська́ ра́да — колишній орган місцевого самоврядування в Балаклійському районі Харківської області. Адміністративний центр — селище П'ятигірське.

## Загальні відомості
- П'ятигірська сільська рада утворена в 1952 році.
- Територія ради: 44,751 км²
- Населення ради: 2 732 особи (станом на 2001 рік)
- Територією ради протікає річка Сіверський Донець.

## Населені пункти
Сільській раді підпорядковані населені пункти:
- с-ще П'ятигірське
- с. Глазунівка
- с. Серафимівка

## Склад ради
Рада складається з 20 депутатів та голови.
- Голова ради: Муравйова Валентина Яковлівна
- Секретар ради: Шинкаренко Наталія Олександрівна

### Керівний склад попередніх скликань
| Прізвище, ім'я, по батькові   | Основні відомості                                                         | Дата обрання | Дата звільнення |
| ----------------------------- | ------------------------------------------------------------------------- | ------------ | --------------- |
| Муравйова Валентина Яковлівна | Сільський голова, 1960 року народження, освіта вища, позапартійна         | 26.03.2006   | 31.10.2010      |
| Муравйова Валентина Яковлівна | Сільський голова, 1960 року народження, освіта вища, член Партії регіонів | 31.10.2010   |                 |

Примітка: таблиця складена за даними сайту Верховної Ради України

### Депутати
За результатами місцевих виборів 2010 року депутатами ради стали:

#### За суб'єктами висування
| Суб'єкт висування           | Кількість обраних депутатів | %  |
| --------------------------- | --------------------------- | -- |
| Партія регіонів             | 16                          | 80 |
| Самовисування               | 2                           | 10 |
| Комуністична партія України | 1                           | 5  |
| Народна партія              | 1                           | 5  |

#### За округами
| № округу                    | Прізвище, ім'я, по батькові      | Дата визнання обраним | Освіта             | Партійна приналежність | Відомості про обраного депутата                                   |
| --------------------------- | -------------------------------- | --------------------- | ------------------ | ---------------------- | ----------------------------------------------------------------- |
| Комуністична партія України |                                  |                       |                    |                        |                                                                   |
| 11                          | Сидоренко Микола Васильович      | 01.11.2010            | середня            | позапартійний          | Харківтрансгаз, машиніст екскаватора                              |
| Народна Партія              |                                  |                       |                    |                        |                                                                   |
| 19                          | Нестерук Тетяна Іванівна         | 01.11.2010            | вища               | член Народної партії   | СП ТОВ «Агрофірма Україна нова»", диспетчер                       |
| Партія регіонів             |                                  |                       |                    |                        |                                                                   |
| 2                           | Івасюк Яна Ігорівна              | 01.11.2010            | середня спеціальна | член Партії регіонів   | ТОВ «Курганський бройлер», секретар                               |
| 3                           | Ільїнська Ольга Михайлівна       | 01.11.2010            | вища               | член Партії регіонів   | П'ятигірська загальноосвітня школа I-III ст., заступник директора |
| 5                           | Дробоног Ольга Григорівна        | 01.11.2010            | середня спеціальна | член Партії регіонів   | П'ятигірська загальноосвітня школа I-III ст., вчитель             |
| 6                           | Мариненко Валентина Миколаївна   | 01.11.2010            | вища               | член Партії регіонів   | ТОВ «Курганський бройлер», землевпорядник                         |
| 7                           | Апанович Зоя Анатоліївна         | 01.11.2010            | вища               | член Партії регіонів   | П'ятигірська загальноосвітня школа I-III ст., вчитель             |
| 8                           | Аксьонов Володимир Федорович     | 01.11.2010            | середня спеціальна | член Партії регіонів   | приватний підприємець                                             |
| 9                           | Шеремет Дмитро Миколайович       | 01.11.2010            | вища               | член Партії регіонів   | ВАТ «Агросет», головний економіст                                 |
| 10                          | Мартиненко Анатолій Вікторович   | 01.11.2010            | середня спеціальна | член Партії регіонів   | ГПУ «Шебелинкагазвидобування», головний інженер                   |
| 12                          | Каланчук Олена Петрівна          | 01.11.2010            | вища               | член Партії регіонів   | П'ятигірська загальноосвітня школа I-III ст., директор            |
| 13                          | Білодід Катерина Федорівна       | 01.11.2010            | вища               | член Партії регіонів   | П'ятигірський дошкільний навчальний заклад, завідувачка           |
| 14                          | Іщенко Дмитро Юрійович           | 01.11.2010            | вища               | член Партії регіонів   | ТОВ «Курганський бройлер», заступник головного зоотехніка         |
| 15                          | Тураніна Марина Анатоліївна      | 01.11.2010            | середня спеціальна | член Партії регіонів   | П'ятигірська дитяча музична школа, директор                       |
| 16                          | Чувашова Майя Олександрівна      | 01.11.2010            | середня спеціальна | член Партії регіонів   | ТОВ «Курганський бройлер», головний диспетчер                     |
| 17                          | Шинкаренко Наталія Олександрівна | 01.11.2010            | вища               | член Партії регіонів   | П'ятигірська сільська рада, секретар                              |
| 18                          | Блудов Микола Якович             | 01.11.2010            | вища               | член Партії регіонів   | ТОВ «Курганський бройлер», начальник охорони                      |
| 20                          | Шевченко Олена Іванівна          | 01.11.2010            | вища               | член Партії регіонів   | П'ятигірський дошкільний навчальний заклад, методист              |
| Самовисування               |                                  |                       |                    |                        |                                                                   |
| 1                           | Черкашин Василь Іванович         | 01.11.2010            | середня спеціальна | позапартійний          | пенсіонер                                                         |
| 4                           | Демидчук Ольга Дмитрівна         | 01.11.2010            | вища               | позапартійна           | СООО Агрофірма «Україна нова», заступник директора по фінансам    |